# Sejmiki egzulanckie
Sejmiki egzulanckie – szczególny rodzaj sejmików szlacheckich, które odbywały się w Rzeczypospolitej Obojga Narodów. Składały się ze szlachty polskiej, która pochodziła z województw znajdujących się już poza terytorium I Rzeczypospolitej w wyniku konfliktów z sąsiadami. Sejmiki egzulanckie odbywały się na terytorium Rzeczypospolitej, w miejscu najbliższym od utraconych terytoriów. Szlachta zasiadająca na tych sejmikach była określana jako egzulanci (od łac. exsulans, exsulantis – wygnaniec).
Na sejmikach egzulanckich szlachta wybierała swoich posłów – przedstawicieli województw, które już były poza granicami Rzeczypospolitej – na sejm walny. Ponadto król nadal nadawał szlachcie z tych województw tytuły urzędów ziemskich i grodzkich, oraz szlachta nie utraciła godności senatorskich związanych z tymi województwami (np. po utracie województwa smoleńskiego w skład Senatu cały czas wchodzili biskup, kasztelan i wojewoda smoleński). Instytucja sejmików egzulanckich pokazuje, że szlachta z terenów utraconych zachowała pełnię praw publicznych i cały czas mogła mieć wpływ na kształtowanie się polityki Rzeczypospolitej. Jednakże aby szlachcic mógł brać udział w sejmikach musiał spełniać pewne warunki, które zostały uregulowane w ustawie o podziale administracyjnym państwa „Rozkład województw, ziem i powiatów z oznaczeniem miast, a w nich miejsc konstytucyjnych dla sejmików w prowincjach Koronnych Wielkiego Księstwa Litewskiego”. Jednak nie zważając na te przepisy, w dalszym ciągu obowiązywała zasada „dowolności w uznaniu kogoś za egzulanta”.
Problem sejmików egzulanckich powstał w XVII wieku, kiedy ciągłe wojny z sąsiadami doprowadziły do uszczuplenia terytorium Rzeczypospolitej. Pierwszy raz pojęcie to znalazło się w użyciu podczas powstania Chmielnickiego w latach 1648–1655 – sejmiki z prowincji małopolskiej nie mogły się zebrać w miejscu zwyczajowo przyjętym z powodu wojny z Kozakami, więc odbywały się w sąsiednich województwach gdzie było już bezpiecznie (tzw. sejmiki na wygnaniu). Następnie na mocy rozejmu andruszowskiego zawartego w 1667 roku Rzeczpospolita Obojga Narodów utraciła województwo smoleńskie i czernihowskie – to z tych województw sejmiki egzulanckie miały największe znaczenie w historii Polski. Przez kilkanaście lat istniał też sejmik egzulancki województwa podolskiego, które zostało zajęte przez Imperium Osmańskie po traktacie w Buczaczu w 1672, jednak już w 1676 roku Rzeczypospolitej udało się odzyskać część Podola, a w 1699 roku na mocy traktatu w Karłowicach wszystkie ziemie utracone w 1672 roku powróciły do Rzeczypospolitej.

## Sejmiki egzulanckie w okresie powstania Chmielnickiego
Od 1648 roku sejmiki odbywały się w innych miejscach niż zwyczajowo przyjęte. Przyczyną takiej zmiany był wybuch powstania Chmielnickiego, które objęło południowo-wschodnią część Rzeczypospolitej Obojga Narodów. Przed rokiem 1648 szlachta z województwa kijowskiego odbywała zgromadzenia najpierw w Kijowie, a od czasów Stefana Batorego w Żytomierzu. Sejmiki województwa bracławskiego zbierały się w Bracławiu, a po jego zniszczeniu (od 1598 r.) w Winnicy. Sejmik z województwa czernihowskigo odbywał się w Czernihowie. Klęski spowodowały rozkład aparatu państwowego na Ukrainie, a szlachta uciekała w panice. Po tych wydarzeniach szlachta kijowska zebrała się w Łucku, a szlachta czernihowska w Lublinie. Po ugodzie zborowskiej w 1649 roku król Jan Kazimierz ustanowił dla szlachty z województwa czernihowskiego, kijowskiego i bracławskiego wspólne miejsce odbywania się sejmików we Włodzimierzu. W latach 1650. szlachta kijowska powróciła do Żytomierza i razem ze szlachtą czernihowską odbył się tam sejmik przedsejmowy. Jednak już dwa lata później szlachta z tych województw oraz województwa bracławskiego znowu zebrała się we Włodzimierzu, który został już stałym miejscem obrad sejmików z województw ukraińskich. Decyzja ta została oficjalnie podjęta w 1659 roku przez Sejm, który uchwalił konstytucję „Seymiki y Elekcye Woiewodztw Ukrainnych”. Była to właściwie pierwsza ustawa, w której wprost określono, że dopóki ziemianie tamtejsi nie powrócą do swych dóbr, mają odbywać swe zgromadzenia we Włodzimierzu. W latach 60. XVII w. szlachta kijowska i bracławska coraz częściej odbywała sejmiki albo we Włodzimierzu, albo w swoich zwyczajowych miejscach, co rodziło różne konflikty (np. przy elekcji sędziego kijowskiego jego przeciwnicy chcieli unieważnienia elekcji m.in. z powodu odbywania się sejmiku w miejscu nie zwyczajowo przyjętym). Natomiast szlachta czernihowska już nigdy nie wróciła na swoje pierwotne miejsce odbywania sejmików.

## Sejmiki egzunalnckie po 1667 roku
Po rozejmie andruszowskim z 1667 roku Rzeczpospolita Obojga Narodów utraciła na rzecz Imperium Rosyjskiego województwo smoleńskie i czernihowskie. Szlachta pochodząca z tych województw nadal prowadziła działania polityczne w Rzeczypospolitej. Była skupiona w sejmiki egzulanckie, które miały takie same kompetencje jak sejmiki ziemskie. Żeby szlachta mogła uczestniczyć w sejmikach egzulanckich musiała spełniać wymogi uregulowane w ustawie o podziale administracyjnym państwa. Uprawnionymi do udziału w sejmiku egzulanckim województwa smoleńskiego była tylko szlachta, która pochodziła z tego województwa oraz posiadała majątek ziemski na terenie Wielkiego Księstwa Litewskiego (czy to nadany jako dobro egzulanckie, czy nabyty w drodze transakcji cywilnoprawnej). Wykluczono jednak wygnańców z województwa smoleńskiego osiedlonych poza Wielkim Księstwem Litewskim. Sejmik ten od 1691 roku obradował na terytorium Zamku Dolnego w Wilnie, a później na początku XVIII wieku został przeniesiony do klasztoru benedyktyńskiego. Na terenie Wilna obradował również sejmik egzulancki z powiatu starodubowskiego (który wchodził w skład województwa smoleńskiego). Sejmiki egzulanckie odbywały się w Wilnie do 1777 roku, natomiast później sejmik smoleński został przeniesiony do Olity, a starodubowski do Żyżmor. Sejmikowi smoleńskiemu i starodubskiemu nadal przysługiwał wybór po dwóch posłów na sejm walny.
Natomiast sejmik egzulancki województwa czernihowskiego od lat 50. XVII wieku zbierał się we Włodzimierzu. Jednak liczba posłów wybieranych jako przedstawiciele województwa czernihowskiego wzrosła z 4 do 6. Sejmiki smoleńskie i czernihowski wzięły również udział w referendum konstytucyjnym w 1792 roku. Sejmiki smoleński i starodubowski zaprzysięgły Konstytucję 3 maja. Natomiast sejmik czernihowski przemilczał Konstytucję, a pochwalił tylko ustawę o sejmikach.

## Sejmik egzulancki w latach 1672–1699
W 1672 południowo-wschodnia część Rzeczypospolitej Obojga Narodów – Podole – znalazło się pod kontrolą Imperium Osmańskiego. Szlachta województwa podolskiego, która sejmik zwyczajowo odbywała w Kamieńcu Podolskim, musiała udać się na wygnanie. Od 1672 roku szlachta obradowała w Haliczu w klasztorze franciszkanów, a rok później oficjalnie Halicz jako miejsce zgromadzeń podolskich egzulantów wyznaczyła konstytucja sejmu pacyfikacyjnego. Natomiast od roku 1677 podolscy egzulanci zbierali się we Lwowie w kościele Ojców Franciszkanów. Podolanie powrócili do swojego zwyczajowego miejsca odbywania sejmików dopiero po zawarciu traktatu w Karłowicach w 1699 roku. W latach 1672–1676 sejmik egzulancki województwa podolskiego popierał wzmocnienie państwa i troszczył się o zaspokojenie potrzeb wojska.